# Tuxedo (cocktail)
Il Tuxedo è un all day cocktail a base di gin, dry vermut, maraschino, assenzio e orange bitter. È un cocktail ufficiale dell'IBA.

## Storia
Il Tuxedo è originario degli Stati Uniti. Si suppone che il nome del drink derivi dal Tuxedo Park, un villaggio situato nella Contea di Orange (New York), dove un imprenditore di tabacco avrebbe chiamato così questa miscela. La prima ricetta compare nel Bartender Manual del 1882 di Harry Johnson.

## Composizione
- 3 cl di gin (Old Tom Gin)
- 3 cl di dry vermut
- 2,5 ml (mezzo cucchiaio da bar) di maraschino
- 1 ml (un quinto di cucchiaio da bar) di assenzio
- 1 ml (un quinto di cucchiaio da bar) di orange bitter

## Preparazione
Prendere una coppetta da cocktail e riempirla di ghiaccio per raffreddarla. Riempire un secondo bicchiere di ghiaccio, poi aggiungere 3 cl di gin, 3 cl di dry vermut, 2,5 ml di maraschino, 1 ml di assenzio e 1 ml di orange bitters. Mescolare bene il tutto, poi filtrare nella coppetta dopo averne rimosso il ghiaccio. Spremere leggermente una fettina di scorza di limone sopra il bicchiere, dopodiché guarnirlo con la stessa fetta a spirale e con una ciliegia da cocktail. Servire senza cannuccia. 